# Jenny Elbe
Jenny Elbe (née le 18 avril 1990 à Chemnitz) est une athlète allemande, spécialiste du triple saut.

## Biographie
Le 8 juillet 2016, en qualifications des Championnats d'Europe d'Amsterdam, Elbe réalise un saut à 14,23 m, tout proche de son record personnel à 14,28 m établit plus tôt dans la saison. Deux jours plus tard, en finale, elle ne parvient pas à rééditer cette performance et se classe 7e de la compétition avec un saut à 14,08 m.
Le 4 mars 2017, elle se classe 6e de la finale des Championnats d'Europe en salle de Belgrade avec 14,12 m, après avoir porté en qualifications la veille son record en salle à 14,27 m.
Début mai 2017, elle se blesse au genou.

## Palmarès
| Date | Compétition                       | Lieu      | Résultat | Marque  |
| ---- | --------------------------------- | --------- | -------- | ------- |
| 2008 | Championnats du monde juniors     | Bydgoszcz | 10e      | 13,01 m |
| 2009 | Championnats d'Europe juniors     | Novi Sad  | 3e       | 13,55 m |
| 2011 | Championnats d'Europe espoirs     | Ostrava   | 4e       | 13,73 m |
| 2011 | Universiade                       | Shenzhen  | 8e       | 13,73 m |
| 2013 | Championnats d'Europe en salle    | Göteborg  | 7e       | 13,81 m |
| 2014 | Championnats d'Europe par équipes | Brunswick | 3e       | 14,01 m |
| 2014 | Championnats d'Europe             | Zürich    | 11e      | 13,68 m |
| 2015 | Universiade                       | Gwangju   | 2e       | 13,86 m |
| 2016 | Championnats d'Europe             | Amsterdam | 7e       | 14,08 m |
| 2017 | Championnats d'Europe en salle    | Belgrade  | 6e       | 14,12 m |

## Records
| Épreuve     | Épreuve   | Performance | Lieu     | Date        |
| ----------- | --------- | ----------- | -------- | ----------- |
| Triple saut | Plein air | 14,28 m     | Dresde   | 14 mai 2016 |
| Triple saut | Salle     | 14,27 m     | Belgrade | 3 mars 2017 |